# Mérille
Die Rotweinsorte Mérille ist eine sehr alte Sorte aus der Weinbauregion Sud-Ouest in Südwestfrankreich und war dort weit verbreitet. 
Die Sorte erbringt leichte, neutrale und einfache Rotweine, die vor allem als Verschnittpartner verwendet werden. Heute wird sie noch in geringen Mengen in den Appellationen Côtes de Bergerac, Bergerac, Côtes-du-Frontonnais und in den Landweinen Côtes du Tarn und Côtes de Gascogne angebaut. Sie wird ebenfalls in Argentinien kultiviert. Die aktuell bestockte Fläche beträgt in Frankreich 139 Hektar (Stand 2002).
Genetisch besteht eine verwandtschaftliche Verbindung zur Rebsorte Prunelart.
Petite Merille ist ein Synonym für die Rebsorte Milgranet.
Siehe auch die Artikel Weinbau in Argentinien und Weinbau in Frankreich sowie die Liste von Rebsorten.

## Synonyme
Die Rebsorte Mérille ist auch unter den Namen Baluzat, Balouzat, Bordelais, Bordelais Noir, Meril, Mérille grosse, Petit Piquart, Pica, Picard, Plant de Bordeaux, Perigord, Ponchou, Pouchon und Saint-Rabier bekannt.